# Lambda Normae
Lambda Normae (λ Normae, förkortat Lambda Nor, λ Nor)  är en dubbelstjärna belägen i den norra delen av stjärnbilden Vinkelhaken. Den har en kombinerad skenbar magnitud på 5,44 och är svagt synlig för blotta ögat där ljusföroreningar ej förekommer. Baserat på parallaxmätning inom Hipparcosuppdraget på ca 9,4 mas, beräknas den befinna sig på ett avstånd på ca 350 ljusår (ca 107 parsek) från solen.

## Egenskaper
Primärstjärnan Lambda Normae A bedöms vara en blå till vit stjärna i huvudserien av spektralklass A3 Vn. Den har en radie som är ca 3,7 gånger större än solens och utsänder från dess fotosfär ca 64 gånger mera energi än solen vid en effektiv temperatur av ca 8 500 K.
Lambda Normae är egentligen en dubbelstjärna av två vita stjärnor i huvudserien av spektralklass A0V respektive A3V, som har en skenbar magnitud av 5,9 respektive 6,6 eller 5,83 respektive 6,86 beroende på hur de mäts. Den har en omloppsperiod på 67,5 år och en excentricitet på 0,788.